# Euptoieta poasina
Euptoieta poasina är en fjärilsart som beskrevs av William Schaus 1913. Euptoieta poasina ingår i släktet Euptoieta och familjen praktfjärilar. Inga underarter finns listade i Catalogue of Life.